# Der große Blonde mit dem schwarzen Schuh
Der große Blonde mit dem schwarzen Schuh ist eine französische Agentenfilm-Parodie des Regisseurs Yves Robert.

## Handlung
François Perrin ist ein hochbegabter, jedoch etwas zerstreuter Geiger, der obendrein ein Verhältnis mit Paulette hat, der Frau seines besten Freundes Maurice. Als Perrin nach einer Auslandstournee im Flughafen eine Rolltreppe mit zwei unterschiedlichen Schuhen herunterfährt, wird er aufgrund dieses Merkmals von einem Mitarbeiter des Geheimdienstchefs Toulouse auserwählt, unwissentlich einen „gefährlichen Agenten“ zu spielen, um seinen rivalisierenden Stellvertreter Milan auf eine falsche Spur zu führen.
Milan setzt nun alle erdenklichen legalen und illegalen Mittel ein, um eine Verbindung zwischen Toulouse und Perrin herstellen zu können, erzielt dabei jedoch keine Ergebnisse. Schließlich soll die Agentin Christine die notwendigen Informationen mittels weiblicher Verführung erhalten. Als auch dieser Versuch scheitert, soll Perrin getötet werden. Mit viel Glück und etwas Hilfe von Toulouses Assistenten Perrache überlebt Perrin jedoch alle Anschläge. Perrins Verfolger beider Seiten bringen sich gegenseitig um und auch Milan wird schließlich ermordet. Maurice, der immer wieder ungewollt Zeuge der Taten wird, verliert den Verstand und kommt in ärztliche Behandlung. François und Christine verlieben sich und verlassen das Land.

## Hintergrund
- Der rumänische Komponist Vladimir Cosma schrieb mit dem Titelthema auf der Panflöte für seinen Landsmann Gheorghe Zamfir einen seiner bekanntesten Filmmusiktitel.
- 1985 drehte Stan Dragoti eine Neuverfilmung mit dem Titel Der Verrückte mit dem Geigenkasten (alternativer Verleihtitel: Der große Blonde mit dem roten Schuh). Die Hauptrolle übernahm Tom Hanks.
- Pierre Richard wurde nach dem Erfolg des Films auf das komödiantische Fach festgelegt, wie er in einem Zeitungsinterview 2008 beklagte.
- Drehorte in Paris waren unter anderem Avenue de la Bourdonnais 61, 75007 Paris (Wohnung von François Perrin) und Rue Pierre Semard, 75009 Paris (Christine entkommt ihren Entführern).[2]
- Nach Der große Blonde mit dem schwarzen Schuh und dessen Fortsetzung Der große Blonde kehrt zurück stellte Pierre Richard insgesamt noch in drei weiteren seiner Filme eine Figur namens François Perrin dar, die jedoch nicht auf der ursprünglichen Figur des tapsigen Violinisten basierte und auch jeweils unterschiedlich gezeichnet wurde. In Ein Tolpatsch auf Abwegen (1976) war Perrin Werbefotograf, in Das Spielzeug (ebenfalls 1976) Journalist, und in Der Hornochse und sein Zugpferd (1981) ein kleiner Konzernangestellter.
- Regisseur Yves Robert spielt den Dirigenten des Orchesters.

## Synchronisation
Die deutsche Synchronbearbeitung entstand 1973 bei Rainer Brandt Filmproduktions GmbH, Berlin. Das Dialogbuch verfasste Rainer Brandt, der auch die Synchronregie übernahm. Zwei Jahre später produzierte das DEFA-Studio für Synchronisation Leipzig eine eigene Fassung, bei der Gisela Büttner Regie führte.
| Rolle           | Darsteller      | Synchronsprecher (Brandtfilm) | Synchronsprecher (DEFA) |
| --------------- | --------------- | ----------------------------- | ----------------------- |
| François Perrin | Pierre Richard  | Harry Wüstenhagen             | Winfried Wagner         |
| Toulouse        | Jean Rochefort  | Rolf Schult                   | Walter Niklaus          |
| Bernard Milan   | Bernard Blier   | Friedrich W. Bauschulte       | Bert Brunn              |
| Maurice         | Jean Carmet     | Gerd Martienzen               | Hans Gora               |
| Christine       | Mireille Darc   | Eva Maria Miner               | Astrid Bless            |
| Georghiu        | Robert Castell  | Andreas Mannkopff             |                         |
| Paulette        | Colette Castel  | Renate Danz                   | Barbara Lotzmann        |
| Mr. Boudart     | Roger Caccia    | Klaus Miedel                  |                         |
| Madame Boudart  | Tania Balachova | Tina Eilers                   |                         |
| Botrel          | Jean Obe        | Lothar Blumhagen              |                         |
| Chaperon        | Maurice Barrier | Joachim Kemmer                |                         |
| Pouchet         | Jean Saudray    | Heinz-Theo Branding           |                         |

## Kritiken
„Vergnügliche Parodie auf Geheimdienstarbeit und Agentenfilm-Klischees. Mit Witz und Einfallsreichtum in die turbulenten Verwicklungen um einen angeblichen Top-Agenten verpackt, mit dem ein Geheimdienstchef seinen ehrgeizigen Stellvertreter erfolgreich narrt. Ein unbeschwertes Vergnügen mit Niveau, wenn auch nicht ganz ohne Längen.“

## Auszeichnungen
- 1973: Internationale Filmfestspiele Berlin 1973, Silberner Bär für Yves Robert
- 1973: NBR Award des National Board of Review in der Kategorie Top Foreign Films
- 1976: Goldene Leinwand